# Fámjin
Fámjin is een dorp dat behoort tot de gemeente Fámjins kommuna in het westen van het eiland Suðuroy op de Faeröer. Fámjin heeft 90 inwoners. De postcode is FO 870. In de kerk van Fámjin kan je een zestiende-eeuwse runesteen en de eerste Faeröerse vlag, Merkið, bewonderen. De eerste keer dat de vlag werd gebruikt was op een trouwfeest in Fámjin op 22 juni 1919. Merkið werd in het begin niet officieel erkend maar tijdens de Tweede Wereldoorlog verbood het Verenigd Koninkrijk het gebruik van de Deense vlag op Faeröerse schepen aangezien dat land werd bezet door nazi-Duitsland. Daarvoor werd vanaf dan Merkið gebruikt en werd 25 april 1940 de erkenningsdatum van de vlag.

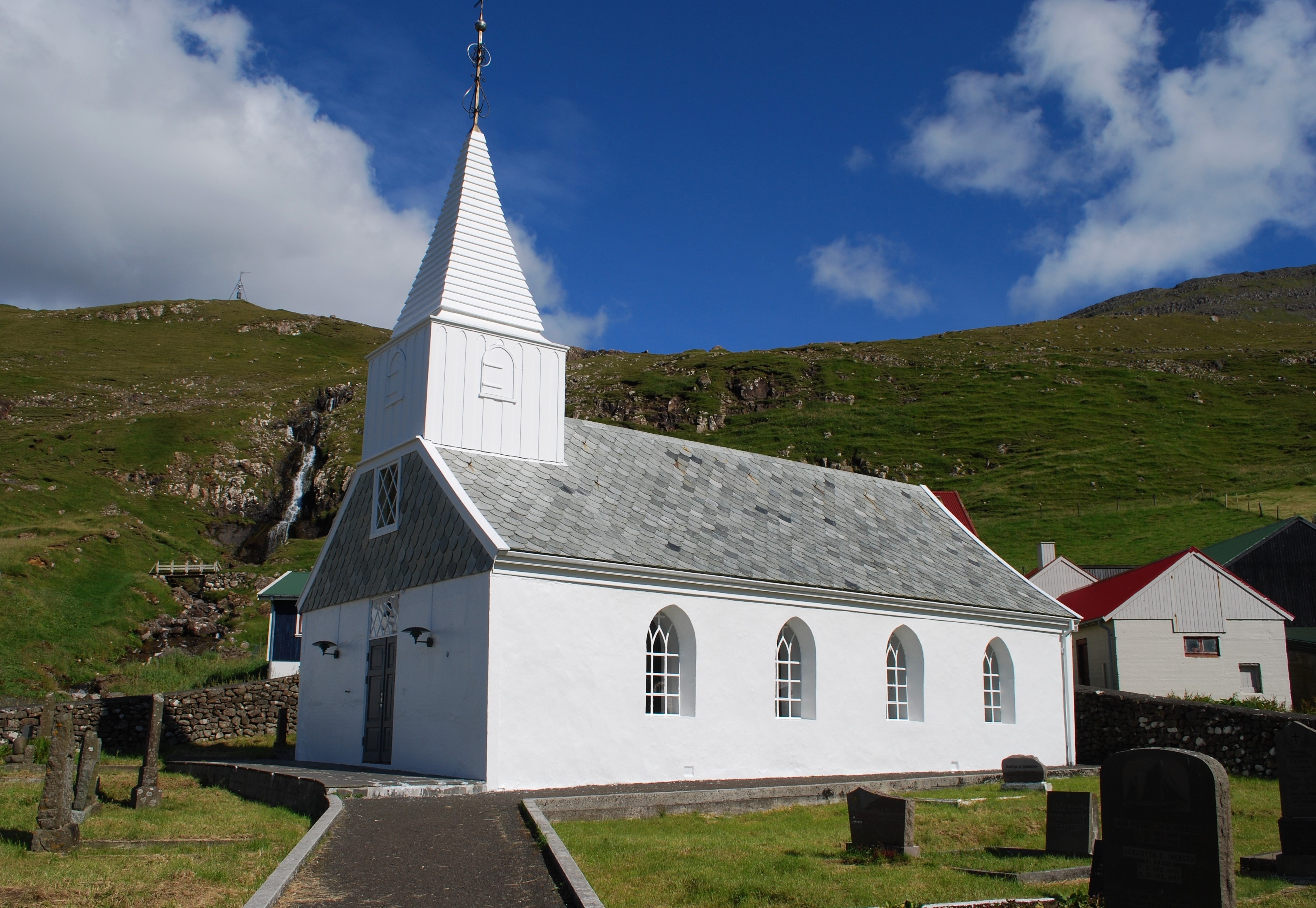
Kerk van Fámjin
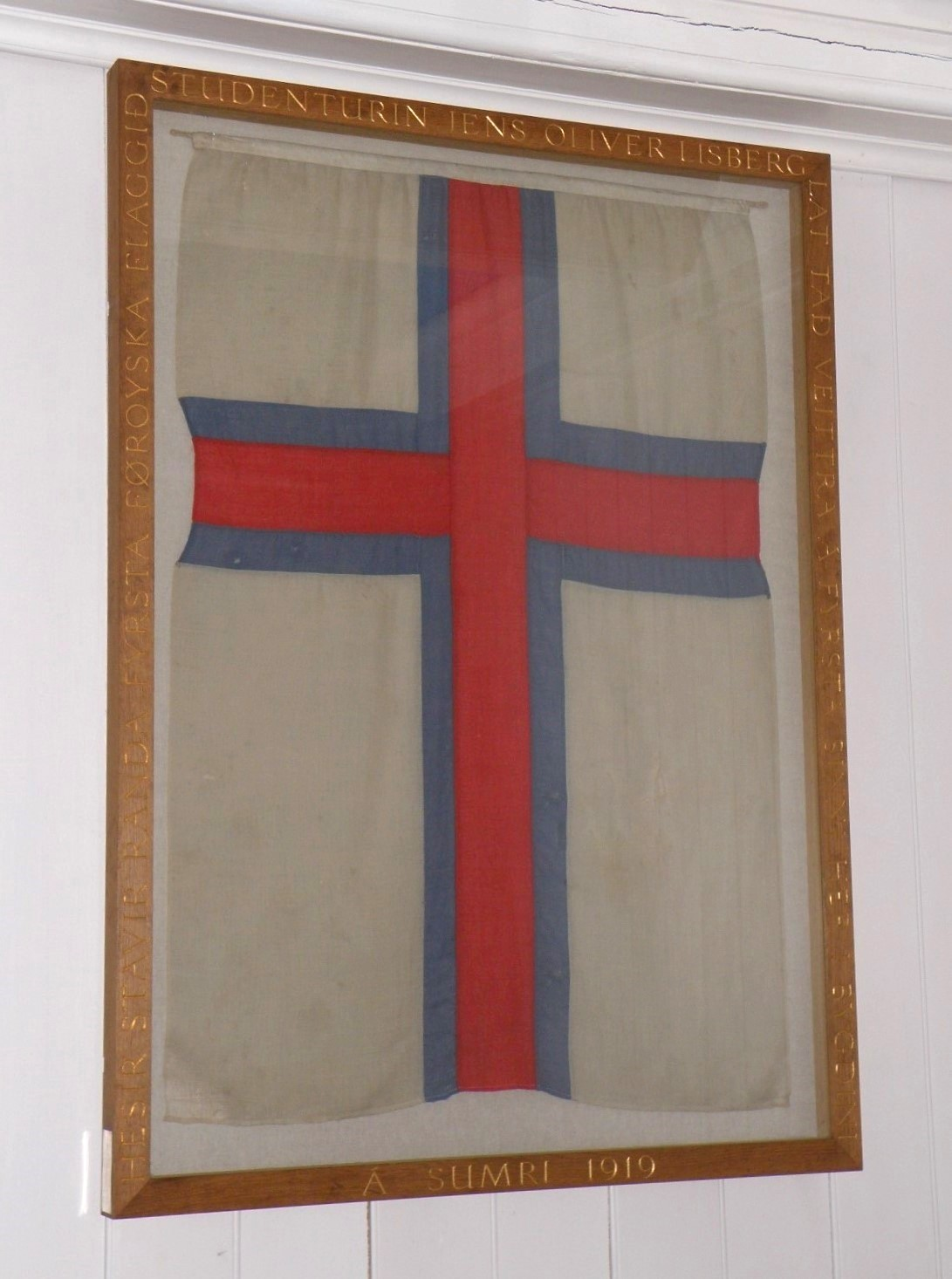
Het eerste exemplaar van de Faeröerse vlag
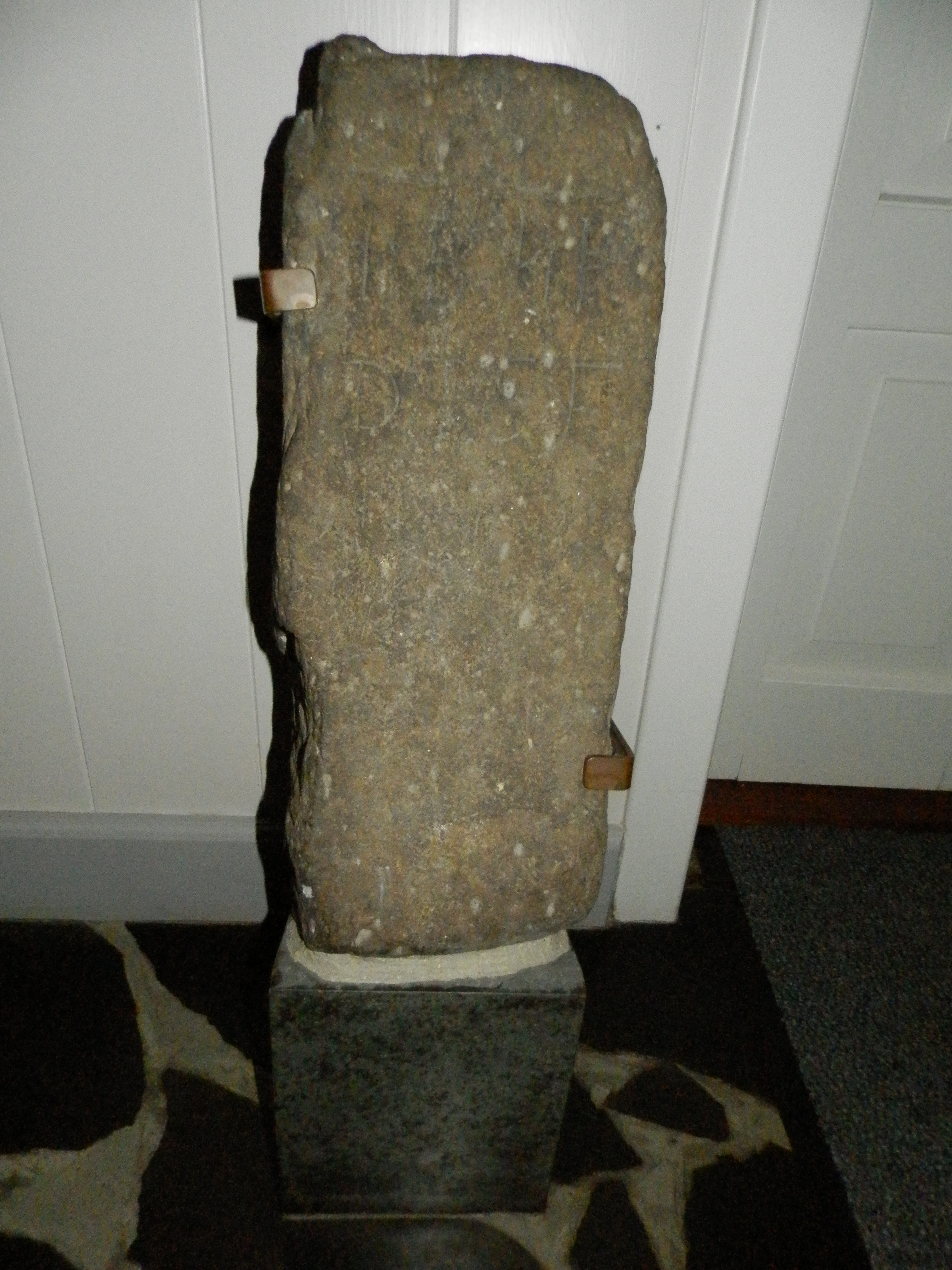
Runensteen in Kerk van Fámjin
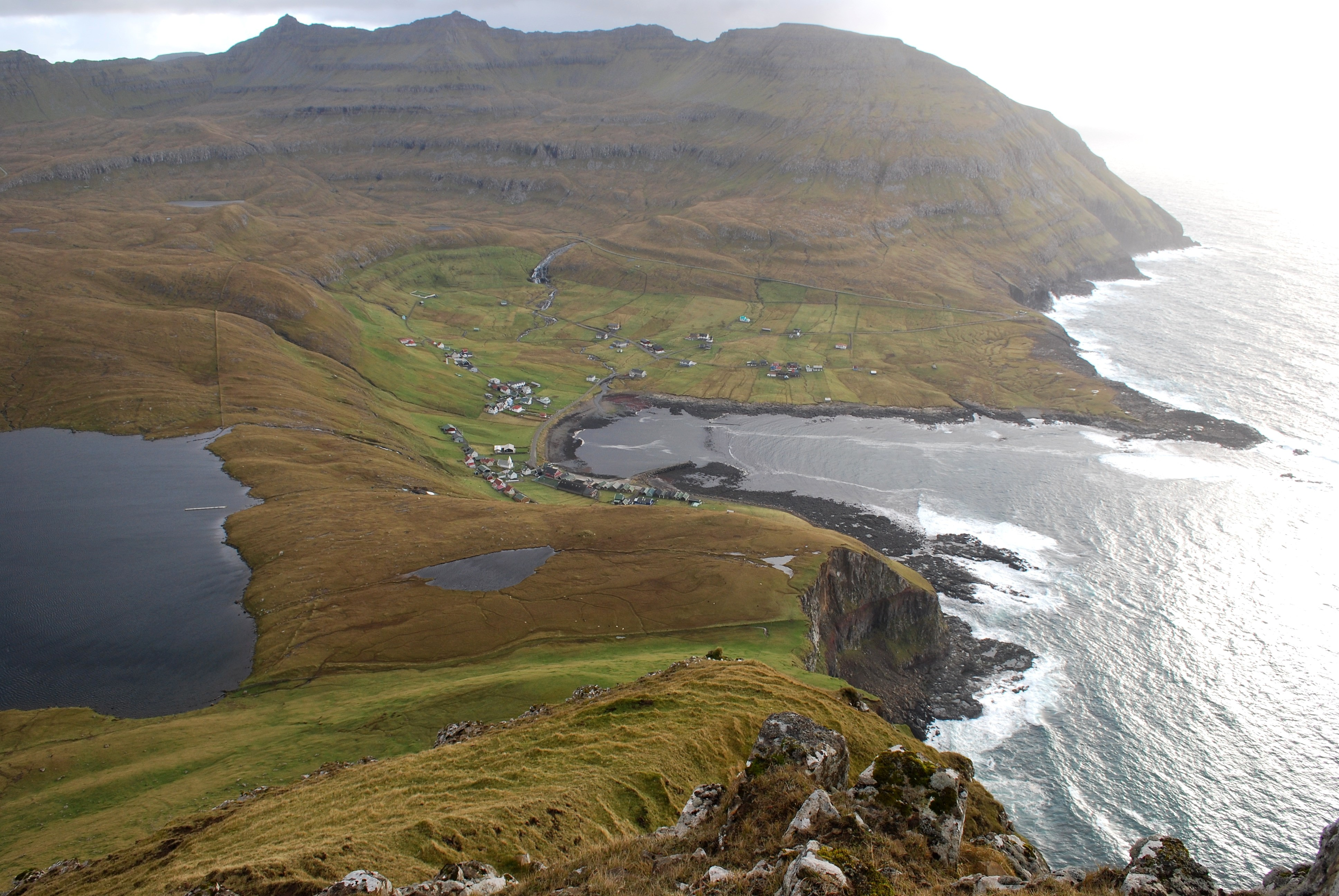
Zicht op Fámjin
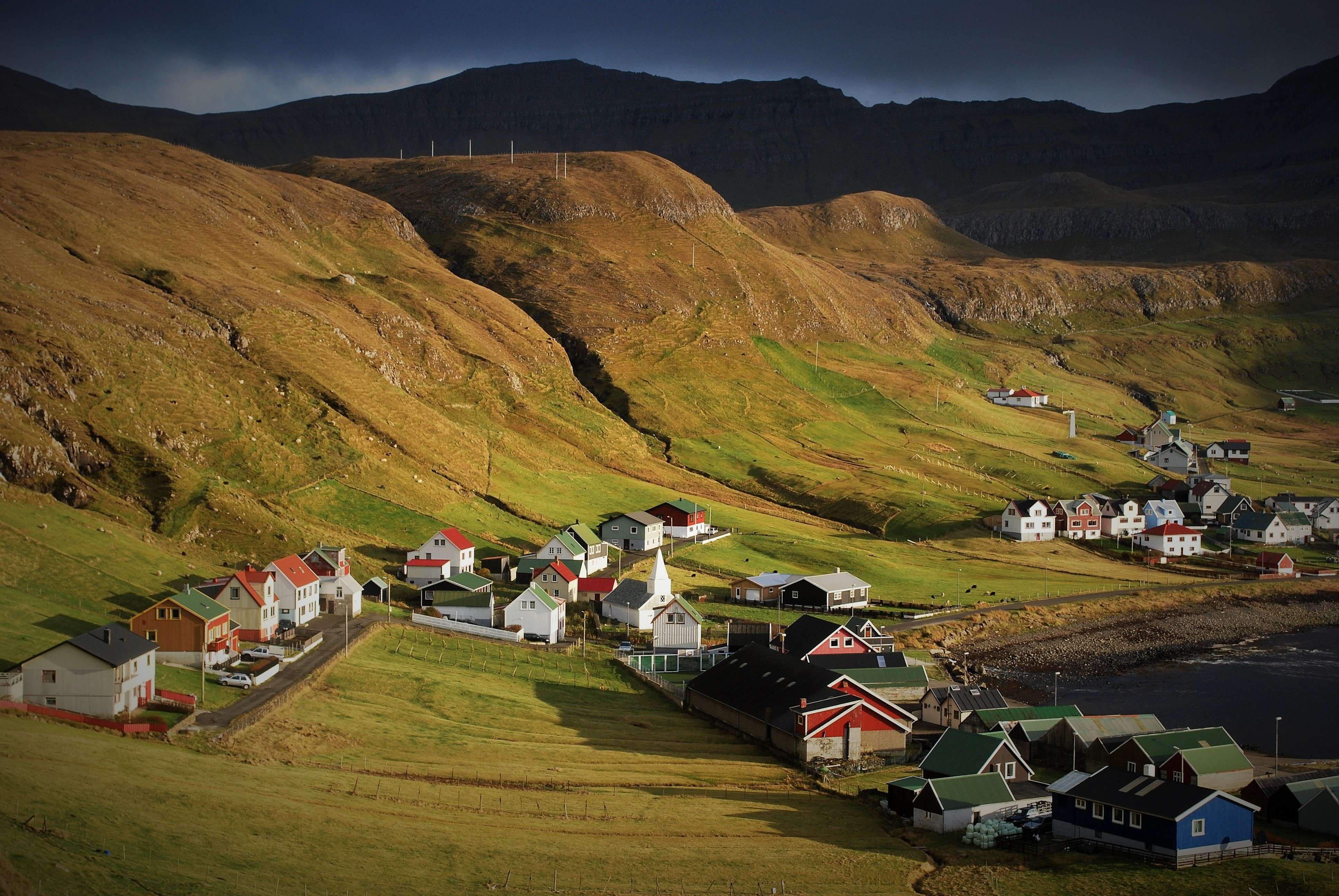
Zicht op Fámjin
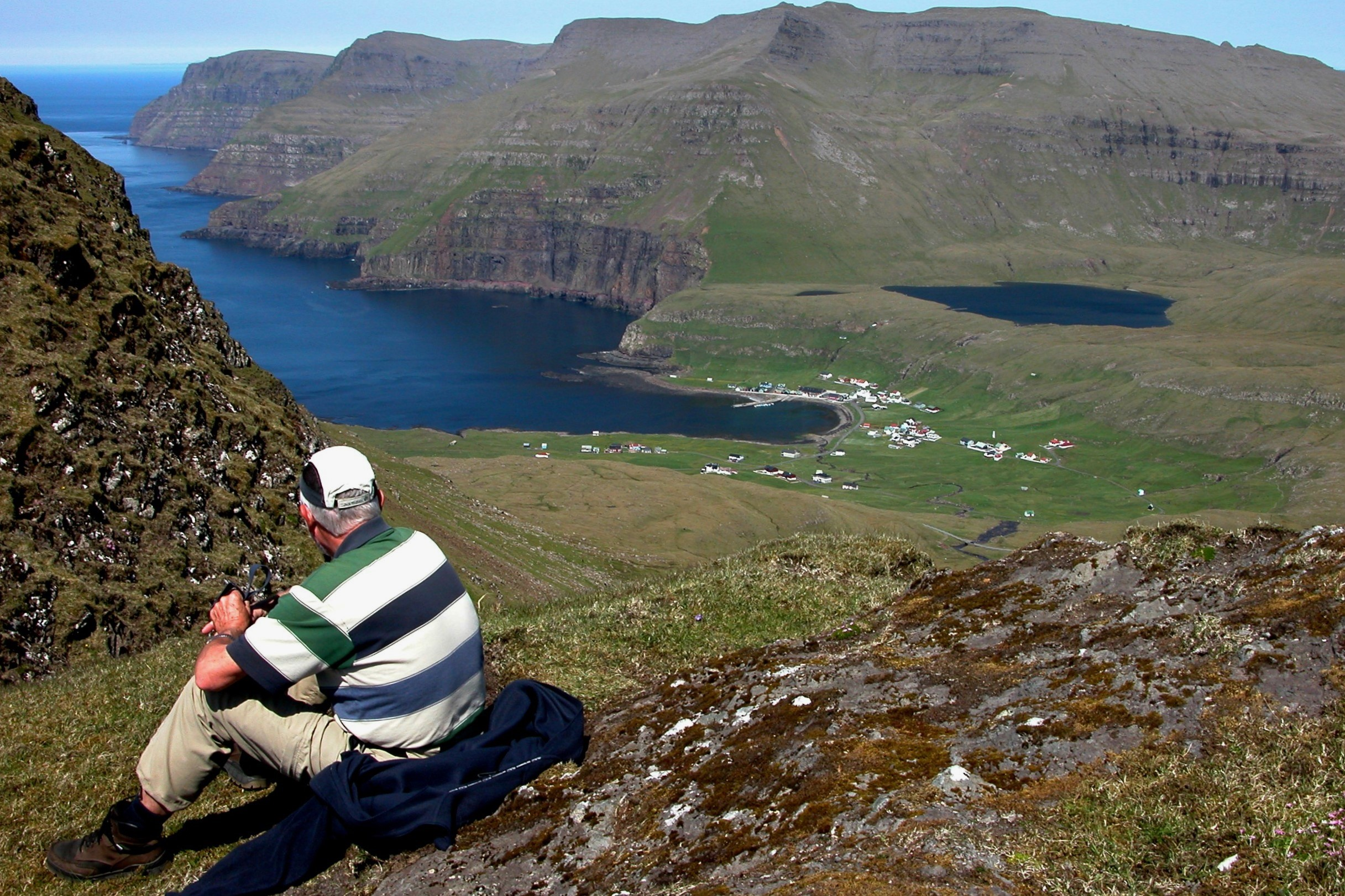
Zicht op Fámjin
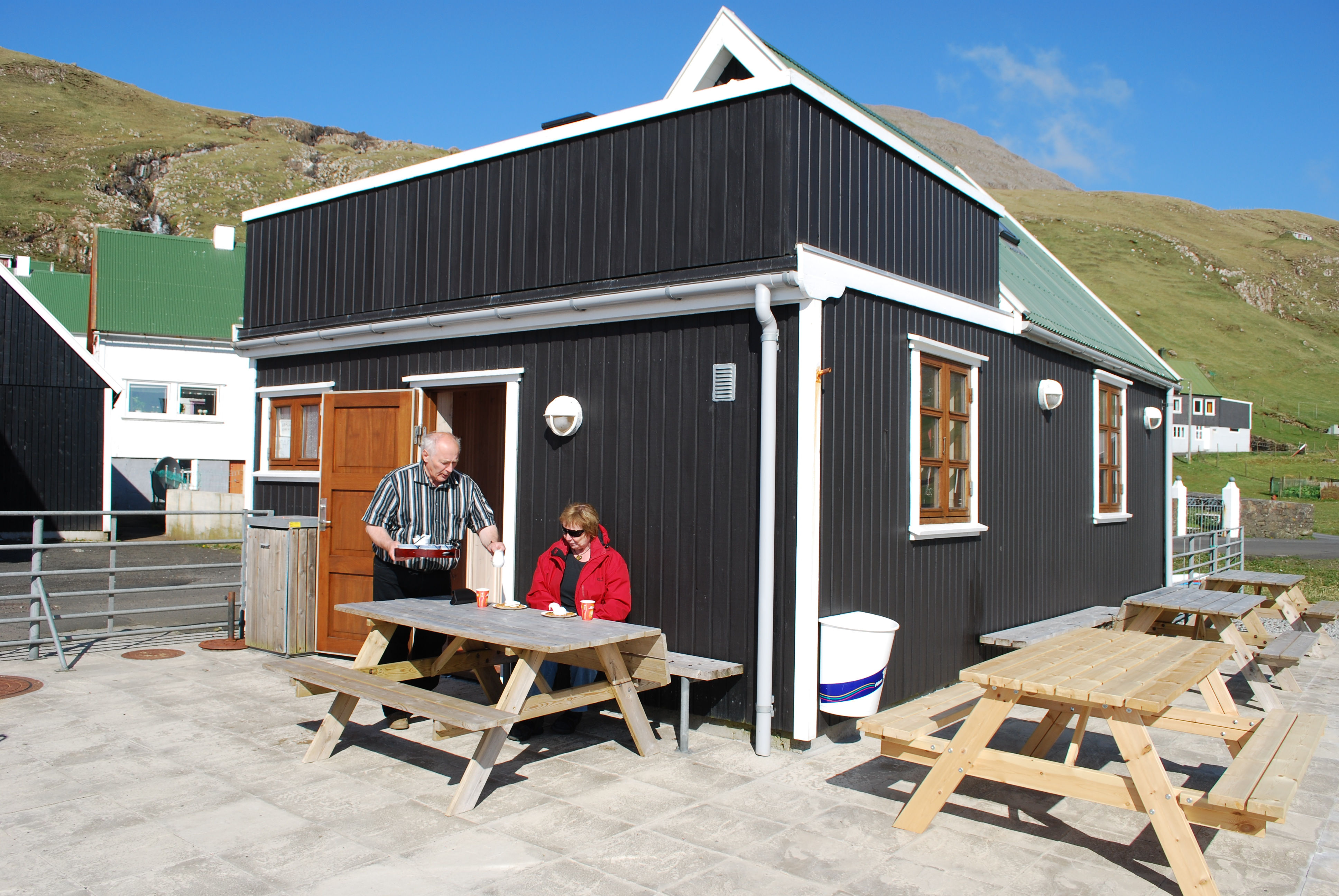
Café Fámjin
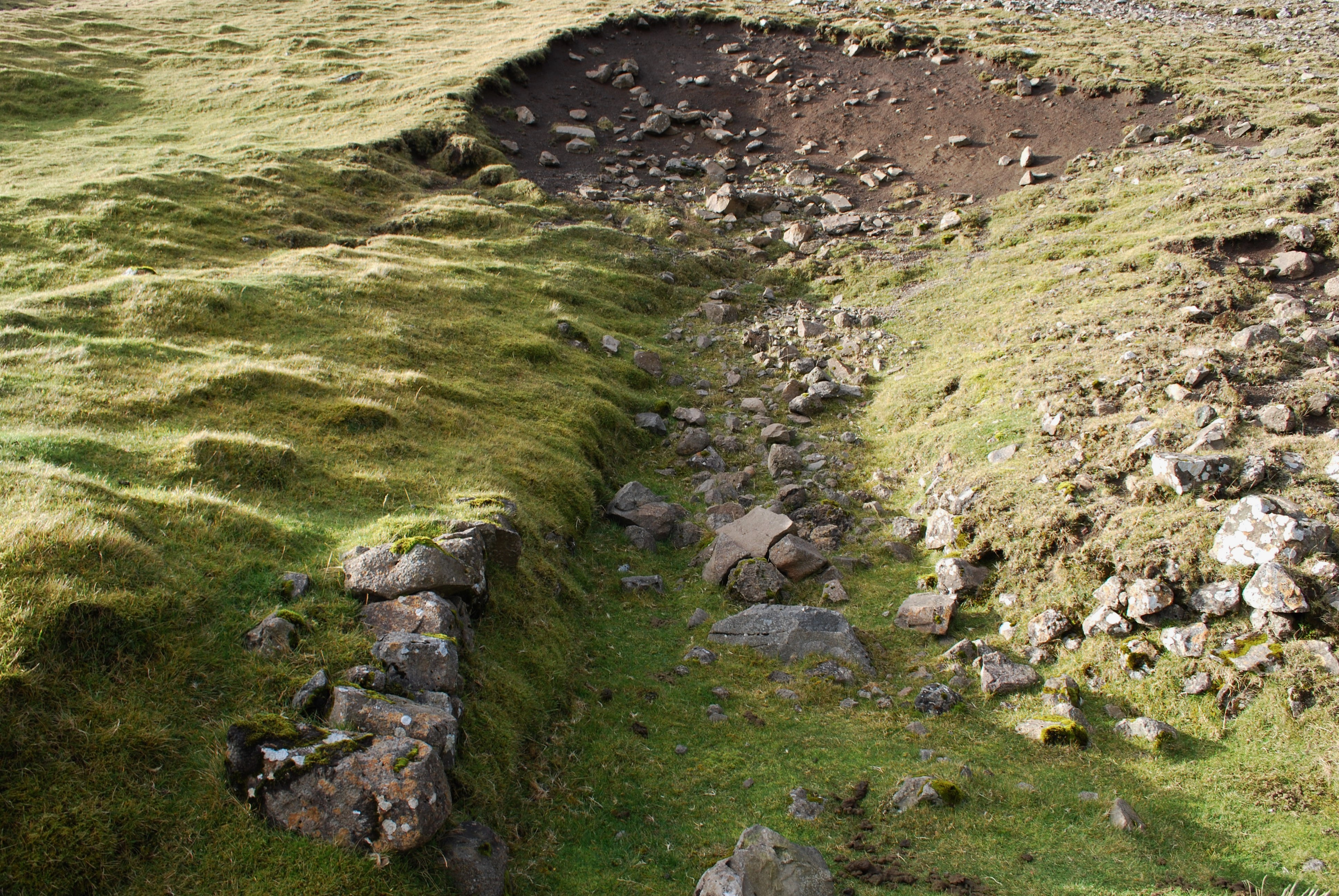
Kolenmijn - Fámjin